# Csáky Krisztina
Csáky Krisztina (Szepesi vár, 1654. november 4. – Rodostó, 1723. április 25.) Bercsényi Miklós második felesége, Csáky István országbíró és Lónyay Margit leánya.
Előbb gróf Erdődy Sándor, majd Draskovics Miklós, végül 1695-ben Bercsényi Miklós felesége lett. Férje oldalán cselekvő részese volt az 1703-ban kirobbant Rákóczi-szabadságharcnak, a szatmári békekötés után azonban a Magyar Királyságot el kellett hagynia. 1711-től 1716-ig a lengyelországi Brezan várában élt. A pozsareváci béke után, 1718-ban követte férjét Rodostóba, ott is halt meg. Hamvait 1906-ban hazahozták, és a kassai Szent Erzsébet-dómban helyezték el.
Leánya, Julianna egy másik későbbi rodostói bujdosó, Esterházy Antal felesége lett.